# Pawel Gaiduk
Pawel Gaiduk (russisch Павел Гайдук; * 11. Februar 1976 in Alma-Ata) ist ein ehemaliger kasachischer Skispringer.

## Werdegang
Gaiduk begann seine internationale Laufbahn 1995 im Skisprung-Continental-Cup. Trotz das er im Laufe der ersten Jahre nie über einen 127. Platz in der Continental-Cup-Gesamtwertung hinauskam, gehörte er zum Aufgebot für die Olympischen Winterspiele 1998 in Nagano, wo er von der Normalschanze den 48. und von der Großschanze den 42. Platz erreichte. Im Teamspringen wurde er gemeinsam mit Alexander Kolmakow, Dmitri Tschwykow und Stanislaw Filimonow am Ende Elfter. Am 3. Januar 1999 gab Gaiduk in Innsbruck sein Debüt im Skisprung-Weltcup. Am 7. Februar 1999 konnte er in Harrachov mit dem 23. Platz von der Großschanze seine ersten und einzigen Weltcup-Punkte gewinnen. Bei der Nordischen Skiweltmeisterschaft 1999 in Ramsau am Dachstein sprang gaiduk auf den 50. Platz von der Normal- und auf den 47. Platz von der Großschanze. Die Weltcup-Saison 1998/99 beendete er auf dem 84. Platz in der Weltcup-Gesamtwertung. Bei den Olympischen Winterspielen 2002 in Salt Lake City schied Gaiduk beim Springen von der Großschanze bereits in der Qualifikation aus, konnte aber beim Springen von der Normalschanze nach erfolgreicher Qualifikation den 44. Platz belegen. Nach den Spielen sprang Gaiduk wieder ausschließlich im Continental Cup und wurde nur noch für einen Team-Weltcup nominiert. 2003 beendete Gaiduk seine zum Ende eher glücklose Karriere.